# سعيد مثل لازارو (فلم)
سعيد مثل لازارو (بالإيطالية: Lazzaro Felice) هو فيلم درامي إيطالي من كتابة وإخراج أليس روهفاشر سنة 2018، وبطولة كل من نيكوليتا براشي وأدريانو تارديولو وسيرجي لوبيز وألبا رورفاكر.
```
تم اختياره للتنافس على جائزة 
السعفة الذهبية
 في 
مهرجان كان السينمائي 2018
.
[
1
]
[
2
]
```

في مهرجان كان، فازت روهفاشر بجائزة أفضل سيناريو.

## القصة
ينقسم الفيلم إلى جزأين كل منهما مدته ساعة، يختلفان كليًا في كل شيء ما عدا البطل «لازارو»، الشاب القروي الهادئ البريء الذي يُصدّق كل من حوله وينفذ طلباتهم مهما بدت غريبة.
يروي الفيلم الصداقة التي تنشأ بين «لازارو» وهو مزارع طيّب إلى درجة أنه يُخال ساذجا، بالشاب «تانكريدي» وهو أرستوقراطي مغرور. تدور الأطوار في قرية «إينفيوليتا» التي تبدو وكأنها مقطوعة عن العالم بجسرها المنهار، حيث تبسط المركيزة «ألفونسينا» نفوذها لا سيما على زراعة التبغ.
يغمر الملل تانكريدي فيفكر في لعبة «إخراج» ليجعل الجميع يظنونه اختُطِف، ويطلب في ذلك مساعدة لازارو. تنشأ بين الشابين علاقة مرحة تكون بوقع الاكتشاف وبمثابة ولادة جديدة للازارو، وتدفع إلى عبور الزمان للبحث عن تانكريدي في المدينة.
الفيلم يُقدّم تحية واضحة للبراءة ممثلة في بطل الفيلم، الذي يقف دائمًا بنُبله وإنسانيته في وجه أي حكم يمكن أن نأخذه على العالم المحيط به، بل ويجبر من حوله على أن يكونوا أكثر إنسانية استجابةً لما يفعله، قبل أن تأتي النهاية برأي أكثر سوداوية.
الفيلم يقدم أيضًا تحية للطبقة العاملة الإيطالية بل وفقراء البلد ومهمشيها الذين صار الخروج عن القانون أمرًا إجباريًا عليهم إن أرادوا الحياة.

## روابط خارجية
- مقالات تستعمل روابط فنية بلا صلة مع ويكي بيانات